# Natalia Medvedeva
Natalia Medvedeva (Kiev, 15 november 1971) is een voormalig tennisspeelster uit Oekraïne. Tot en met 1991 speelde zij onder de vlag van de Sovjet-Unie. In 1987 won zij op Wimbledon de meisjesdubbelspeltitel, samen met Natallja Zverava. Aan het eind van dat jaar werd zij door de ITF benoemd tot wereldkampioene dubbelspel bij de junioren. Zij was actief in het proftennis van 1987 tot en met 1998. In 1991 vertegenwoordigde zij de Sovjet-Unie bij de Fed Cup; in de periode 1994–2000 nog eens drie maal voor Oekraïne.

## Loopbaan

### Enkelspel
Medvedeva debuteerde in 1987 op het ITF-toernooi van Caserta (Italië). Twee weken later stond zij voor het eerst in een finale, op het ITF-toernooi van Monviso (Italië) – hier veroverde zij haar eerste titel, door de Italiaanse Linda Ferrando te verslaan. In totaal won zij vier ITF-titels, alle in 1987.
Eveneens in 1987 beleefde Medvedeva haar grandslamdebuut op Wimbledon – in de eerste ronde verloor zij van Pam Shriver.
In 1988 kwalificeerde Medvedeva zich voor het eerst voor een WTA-hoofdtoernooi, op het toernooi van Japan. Zij stond in 1990 voor het eerst in een WTA-finale, op het toernooi van Nashville – hier veroverde zij haar eerste titel, door de Amerikaanse Susan Sloane te verslaan. In totaal won zij vier WTA-titels, de laatste in 1993 in Essen – in de finale versloeg zij de Spaanse Conchita Martínez, op dat moment de nummer vijf van de wereldranglijst, nadat zij in de halve finale al had afgerekend met een andere Spaanse: Arantxa Sánchez, die toen op de tweede positie van de wereldranglijst stond. Ook in 1994 won zij weer van Conchita Martínez, die inmiddels was gestegen naar de derde plaats in de ranking.
Haar beste resultaat op de grandslamtoernooien is het bereiken van de derde ronde. Haar hoogste notering op de WTA-ranglijst is de 23e plaats, die zij bereikte in november 1993.

### Dubbelspel
Medvedeva behaalde in het dubbelspel betere resultaten dan in het enkelspel. Zij debuteerde in 1987 op het ITF-toernooi van Caserta (Italië) samen met (destijds) landgenote Jevgenia Manjoekova – hier veroverde zij haar eerste titel, door het duo Heike Thoms en Olga Tsarbopoulou te verslaan. In totaal won zij zes ITF-titels, de laatste in 1996 in Limoges (Frankrijk), samen met de Letse Larisa Neiland.
In 1988 speelde Medvedeva voor het eerst op een WTA-hoofdtoernooi, op het toernooi van Oklahoma, samen met (destijds) landgenote Svetlana Parchomenko. Zij stond datzelfde jaar voor het eerst in een WTA-finale, op het toernooi van Singapore, samen met (destijds) landgenote Natalja Bykova – hier veroverde zij haar eerste titel, door het koppel Leila Meschi en Svetlana Parchomenko (eveneens uit de Sovjet-Unie) te verslaan. In totaal won zij twaalf WTA-titels, de laatste in 1996 in Moskou, samen met de Letse Larisa Neiland.
Haar beste resultaat op de grandslamtoernooien is het bereiken van de kwartfinale, op ieder der vier grandslamtoernooien. Haar hoogste notering op de WTA-ranglijst is de 21e plaats, die zij bereikte in juli 1994.
Samen met haar jongere broer Andrej stond zij in 1995 in de finale van de Hopman Cup. Zij verloren van het Duitse koppel Anke Huber en Boris Becker.

## Posities op deWTA-ranglijst
Positie per einde seizoen:
| jaartal | ranking enkelspel | ranking dubbelspel |
| ------- | ----------------- | ------------------ |
| 1997    | 386               | 178                |
| 1996    | 88                | 70                 |
| 1995    | 78                | 65                 |
| 1994    | 57                | 36                 |
| 1993    | 23                | 33                 |
| 1992    | 41                | 60                 |
| 1991    | 82                | 62                 |
| 1990    | 56                | 25                 |
| 1989    | 67                | 49                 |
| 1988    | 310               | 148                |
| 1987    | 197               | 176                |

## Palmares
| Legenda                |
| ---------------------- |
| Grandslamtoernooi      |
| Olympische Spelen      |
| Year-End Championships |
| Tier I                 |
| Tier II                |
| Tier III               |
| Tier IV & V            |

### WTA-finaleplaatsen enkelspel
| nr.              | finaledatum | toernooi        | ondergrond    | tegenstandster    | score         |         |
| ---------------- | ----------- | --------------- | ------------- | ----------------- | ------------- | ------- |
| Gewonnen finales |             |                 |               |                   |               |         |
| 1.               | 1990-11-04  | WTA Nashville   | hardcourt (i) | Susan Sloane      | 6-3, 7-6      | details |
| 2.               | 1992-02-16  | WTA Linz        | tapijt (i)    | Pascale Paradis   | 6-4, 6-2      | details |
| 3.               | 1993-07-18  | WTA Praag       | gravel        | Meike Babel       | 6-3, 6-2      | details |
| 4.               | 1993-10-31  | WTA Essen       | tapijt (i)    | Conchita Martínez | 6-7, 7-5, 6-4 | details |
| Verloren finales |             |                 |               |                   |               |         |
| 1.               | 1993-08-29  | WTA Schenectady | hardcourt     | Larisa Neiland    | 3-6, 5-7      | details |

### WTA-finaleplaatsen dubbelspel
| nr.                                 | finaledatum | toernooi            | ondergrond    | partner            | tegenstandsters                   | score         |         |
| ----------------------------------- | ----------- | ------------------- | ------------- | ------------------ | --------------------------------- | ------------- | ------- |
| Gewonnen finales vrouwendubbelspel  |             |                     |               |                    |                                   |               |         |
| 1.                                  | 1988-04-24  | WTA Singapore       | hardcourt     | Natalja Bykova     | Leila Meschi Svetlana Tsjerneva   | 7-6, 6-3      | details |
| 2.                                  | 1990-02-04  | WTA Auckland        | hardcourt     | Leila Meschi       | Jill Hetherington Robin White     | 3-6, 6-3, 7-6 | details |
| 3.                                  | 1990-02-11  | WTA Wellington      | hardcourt     | Leila Meschi       | Michelle Jaggard Julie Richardson | 6-3, 2-6, 6-4 | details |
| 4.                                  | 1990-10-28  | WTA Dorado          | hardcourt     | Olena Brjoechovets | Amy Frazier Julie Richardson      | 6-4, 6-2      | details |
| 5.                                  | 1991-09-29  | WTA Sint-Petersburg | tapijt (i)    | Olena Brjoechovets | Isabelle Demongeot Jo Durie       | 7-5, 6-3      | details |
| 6.                                  | 1992-04-19  | WTA Pattaya         | hardcourt     | Isabelle Demongeot | Pascale Paradis Sandrine Testud   | 6-1, 6-1      | details |
| 7.                                  | 1992-04-26  | WTA Kuala Lumpur    | hardcourt (i) | Isabelle Demongeot | Rika Hiraki Petra Langrová        | 2-6, 6-4, 6-1 | details |
| 8.                                  | 1993-07-11  | WTA Palermo         | gravel        | Karin Kschwendt    | Silvia Farina Brenda Schultz      | 6-4, 7-6      | details |
| 9.                                  | 1993-10-24  | WTA Brighton        | tapijt (i)    | Laura Golarsa      | Anke Huber Larisa Neiland         | 6-3, 1-6, 6-4 | details |
| 10.                                 | 1994-01-09  | WTA Brisbane        | hardcourt     | Laura Golarsa      | Jenny Byrne Rachel McQuillan      | 6-3, 6-1      | details |
| 11.                                 | 1996-08-11  | WTA Maria Lankowitz | gravel        | Janette Husárová   | Lenka Cenková Kateřina Kroupová   | 6-4, 7-5      | details |
| 12.                                 | 1996-11-03  | WTA Moskou          | tapijt (i)    | Larisa Neiland     | Silvia Farina Barbara Schett      | 7-6, 4-6, 6-1 | details |
| Verloren finales vrouwendubbelspel  |             |                     |               |                    |                                   |               |         |
| 1.                                  | 1989-11-12  | WTA Nashville       | hardcourt (i) | Leila Meschi       | Manon Bollegraf Meredith McGrath  | 6-1, 6-7, 6-7 | details |
| Verloren finales gemengd dubbelspel |             |                     |               |                    |                                   |               |         |
| 1.                                  | 1995-01-07  | Hopman Cup          | hardcourt (i) | Andrej Medvedev    | Anke Huber Boris Becker           | 0-3           | details |

## Prestatietabel grandslamtoernooien
| Legenda | Legenda                          |
| ------- | -------------------------------- |
| g.t.    | geen toernooi gehouden           |
| l.c.    | lagere categorie                 |
| –       | niet deelgenomen                 |
| G       | uitgeschakeld in de groepsfase   |
| 1R      | uitgeschakeld in de eerste ronde |
| 2R      | uitgeschakeld in de tweede ronde |
| 3R      | uitgeschakeld in de derde ronde  |
| 4R      | uitgeschakeld in de vierde ronde |
| KF      | uitgeschakeld in de kwartfinale  |
| HF      | uitgeschakeld in de halve finale |
| F       | de finale verloren               |
| W       | het toernooi gewonnen            |
| w-v     | winst/verlies-balans             |

### Enkelspel
| Toernooi        | 1987 |    | 1989 | 1990 | 1991 | 1992 | 1993 | 1994 | 1995 | 1996 | 1997 | w-v |
| --------------- | ---- | -- | ---- | ---- | ---- | ---- | ---- | ---- | ---- | ---- | ---- | --- |
| Australian Open | –    | –  | 2R   | 1R   | 1R   | –    | 2R   | 2R   | –    | 2R   | 4-6  |     |
| Roland Garros   | –    | 3R | 2R   | –    | 2R   | 1R   | 1R   | 1R   | –    | –    | 4-6  |     |
| Wimbledon       | 1R   | –  | 1R   | –    | 2R   | 3R   | 1R   | 1R   | 3R   | –    | 5-7  |     |
| US Open         | –    | –  | 2R   | –    | 2R   | 2R   | 3R   | 1R   | –    | 1R   | 5-6  |     |

### Vrouwendubbelspel
| Toernooi        | 1988 | 1989 | 1990 | 1991 | 1992 | 1993 | 1994 | 1995 |    | 1997 | 1998 | w-v |
| --------------- | ---- | ---- | ---- | ---- | ---- | ---- | ---- | ---- | -- | ---- | ---- | --- |
| Australian Open | –    | –    | KF   | 1R   | 1R   | –    | 3R   | 1R   | 1R | –    | 5-6  |     |
| Roland Garros   | –    | –    | 3R   | –    | 2R   | 2R   | KF   | 1R   | –  | 1R   | 7-6  |     |
| Wimbledon       | 1R   | –    | 2R   | –    | 2R   | 2R   | KF   | 2R   | –  | –    | 7-6  |     |
| US Open         | –    | 2R   | KF   | –    | 2R   | 2R   | 3R   | –    | 2R | –    | 9-6  |     |

### Gemengd dubbelspel
| Toernooi        | 1990 | 1991 | 1992 | 1993 | 1994 | 1995 |    | 1997 | 1998 | w-v |
| --------------- | ---- | ---- | ---- | ---- | ---- | ---- | -- | ---- | ---- | --- |
| Australian Open | –    | 1R   | –    | –    | HF   | –    | KF | –    | 5-3  |     |
| Roland Garros   | HF   | –    | 2R   | 2R   | KF   | KF   | –  | 1R   | 10-6 |     |
| Wimbledon       | –    | –    | –    | 1R   | –    | –    | –  | –    | 0-1  |     |
| US Open         | 2R   | –    | 2R   | 1R   | 2R   | –    | –  | –    | 3-4  |     |